# 공적 마스크 앱
공적 마스크 앱은 코로나 범유행 이후 공적 마스크를 배포하는 과정에서 재고 수급, 분포된 위치, 재고 수량 등을 효과적으로 관리하기 위해 만들어진 어플리케이션이다. 2020년 3월 10일에 배포되었다.

## 배경
코로나19 환자가 처음 발견된 2020년 1월부터 3월 중반까지 벌어진 전국적인 마스크 품귀현상은 ‘마스크 대란’ 이라고 불릴 정도로 심각했다. 2020년 1월 28일에서 2월 21일 사이에 KF94 마스크의 온라인 판매 가격이 약 300원에서 3000원으로 10배나 상승하였지만, 그마저 판매하는 곳이 없어서 마스크를 구하기 어려웠다. 문재인 대통령은 “마스크를 신속하고 충분히 공급하지 못해 불편을 끼치는 점에 대해 국민들께 매우 송구스럽게 생각한다”고 사과하였다. 곧이어, 정부는 마스크 대란을 해결하기 위해 마스크 생산과 수급을 국가가 통제하는 공적마스크 제도를 운영하기도 하였고 마스크 5부제를 통해 구매를 제한하기도 하였다. 하지만, 전국 곳곳에서 마스크를 구매하기 위한 사람들이 속출했다.
시민 개발자(시빅 해커)들이 정부가 약국의 공적마스크 재고 데이터를 개방하도록 제안하였고, 정부는 관련 앱을 직접 개발하기 보다는 데이터를 빠르게 개방하는 쪽으로 관점을 맞추었다.

## 공적 마스크 재고 데이터 개방과 공적 마스크 앱의 개발 과정

### 시민개발자의 결집과 개방요구
2020년 2월 24일 코로나19 관련 서비스를 제공하고 있는 시빅 해커들에게 사회적협동조합 빠띠 활동가들이 코로나19 관련 데이터의 제공 방식의 표준화와 OpenAPI를 통한 데이터 제공을 정부에 요청하고, 앱 개발을 위한 오픈소스 공동 개발을 제안하였다. 제안을 통해 모인 17명은 코로나19 공공데이터 공동대응을 결성하고 정부에 '코로나19 관련 공공데이터 제안서'를 제출한다.
제안서는 크게 1) 제안 배경, 2) 핵심 가치, 3) 요청 데이터 상세 설명, 4) 데이터 작성 정책 제안, 5) 공공데이터 정책 개선, 그리고 6) 세부 데이터 내역과 데이터 수집을 위한 양식으로 구성되었다.
요청한 정보는 코로나19 감염과 관련한 종합통계, 확진자 통계와 이동 경로, 선별진료소 목록, 폐쇄방역장소 목록과 같이 기존의 코로나19 서비스 운영에 필요한 데이터였다. 또한 향후 마스크, 손소독제 등 보호 장구를 정부 주도로 공적으로 배급할 경우에는 해당 보호 장구의 배포 위치와 재고 데이터를 공개할 것을 요청하였다. 이외에도 코로나19 발생 동향 변화를 볼 수 있는 시계열 데이터의 공개, 시도별 일관성 있는 데이터의 지속적인 공개, 확진자 동선 공개 양식의 통일, 그리고 일괄적인 데이터 관리와 개인 정보 보호를 고려한 데이터 공개를 요청하였다.

### 정부의 대응과 민간의 협력
NIA, 청와대 디지털혁신비서관실, 과학기술정보통신부 등이 주관하여 협업체계가 만들어지기 시작했다. 3월 5일의 회의에 참여한 개발자들은 민관협력 기반의 자발적 앱개발 안을 강력히 요청하였고 논의끝에 정부는 공적마스크 판매 데이터 공급에만 집중하고, 민간은 자발적으로 앱을 개발할 수 있도록 정했다.
- NIA와 심평원은 마스크 판매 데이터 개방과 활용 지원업무를 맡았다.
- 클라우드 서비스 기업은 네이버 비즈니스 플랫폼, KT, NHN등 국내 클라우드 기업과 NIA의 협의체인 파스-타(PaaS-TA) 얼라이언스를 통해서 참여하였는데, 이들은 마스크앱 개발과 운영에 필요한 서비스 인프라를 제공하였다.
- 시빅해킹 그룹과 민간 기업들은 정부가 제공하는 공공데이터와 클라우드 서비스 기업이 제공하는 지원을 바탕으로 마스크 앱을 직접 개발하는 역할을 맡았다.
- 마스크를 판매하면서 판매 데이터를 시스템에 입력하는 역할을 한 대한약사회 소속 약사들, 우체국과 농협 직원들을 포함하여, 정부, 기업, 시민 개발자들이 협력하게 되었다.

### 공적 마스크 앱의 개발
3월 6일 NIA 공공데이터 본부가 공적 마스크 데이터개방에 사용될 API의 명세를 공개하자, 코로나19 공공데이터 공동대응은 공개된 API명세를 여러 개발자 커뮤니티에 공유하였고, 하루만에 100명 이상의 개발자가 마스크 재고 현황 앱을 개발하는데 합류하였다. 데이터가 오픈 API로 제공된다는 것에 고무된 시빅해커들은 자발적으로 앱 개발을 준비하기 시작하였다.
3월 6일부터 8일까지 이틀동안 시빅해킹에 참여한 개발자들의 수는 200명을 넘었고, 이들은 각자가 API를 통해 데이터를 사용할 방식을 테스트하고, 데이터를 활용한 어플리케이션을 개발하기 시작했다. 코로나19공공데이터 공동대응팀은 코로나19 공공데이터 핸드북을 통해 개발에 참여하는 다양한 시빅해커들을 안내하였고, 시빅해커들은 자신의 앱을 개발하는 동시에 서로의 어플리케이션에 대한 리뷰를 해주기도 하고, 개발을 위한 팁과 아이디어를 공유하였다.

### 공적 마스크 앱 공개와 결과
3월 10일, 정부는 공적 마스크 판매 데이터 공식 개방을 발표하였다. 그리고 3월 11일 오전 8시부터 마스크 앱을 동시에 공개하였다. 첫날 호출은 9000만회에 달했고, 분당 최대 700만회의 접속을 기록하였고, 이틀째인 3월 13일은 호출이 1억 7천만건으로 늘었다. 출시 직후 67.9%였던 마스크 매진율은 1주일후 86.4%로 늘었다.
3월 13일 기준으로 16개의 모바일 앱과 38개의 온라인 웹서비스가 운영되었다. 기업이나 지자체도 마스크 구매 정보를 제공하는 서비스를 운영하기도 하였다.
3월 말부터는 마스크 수급이 점차 안정되었고, 마스크 대리 구매 조건이 완화되었다. 공적마스크 공급은 3월 1억 5767만 5000개에서 4월 2억 9246만 5000개로 크게 증가하였다. 4월 말부터는 1인당 구매수량이 1주일 2장에서 3장으로 늘었으며, 6월 1일부터는 마스크 5부제가 해제되었고, 18일에는 1인당 구매 수량이 10장으로 늘어났다. 그리고, 마스크 수급과 관련한 문제가 해결되면서 7월 12일, 공적 마스크 제도가 공식적으로 폐지되었다. 이와 함께, 마스크 앱 서비스도 완료되었다.

## 참고
1. ↑  http://www.dailypharm.com/Users/News/NewsView.html?ID=262668
2. ↑  “보관된 사본”. 2021년 1월 28일에 원본 문서에서 보존된 문서. 2021년 3월 5일에 확인함.
3. ↑  https://hackmd.io/@6VWj8d9yQkKavs-wIUuzLQ/ry5TAjZr8
4. ↑  “보관된 사본”. 2021년 4월 22일에 원본 문서에서 보존된 문서. 2022년 4월 23일에 확인함.